# آرشالویس آرشارونی
آرشالویس میکائیلی آرشارونی (ارمنی: Արշալույս Միքայելի Արշարունի؛  زاده ۱۷ نوامبر ۱۸۹۶ - درگذشته ۲۰ اکتبر ۱۹۸۵) نویسنده، پژوهشگر ادبی، فیلسوف، منتقد تئاتر، خاورشناس، دین پژوه، و منتقد ادبی، مدرس دانشگاه اهل ارمنستان بود.

## زندگی‌نامه
وی با نام خانوادگی اصلی چیناریان (ارمنی: Չինարյան) در ۲۹ نوامبر [سبک قدیمی: ۱۷ نوامبر] ۱۸۹۶ در کاقیزمان در به دنیا آمد و از مدرسه اسقفی نور ناخیجوان (۱۹۱۶)، دانشکده فلسفه دانشگاه ورشو و انجمن استادهای سرخ مسکو فارغ‌التحصیل گشت. عضو اتحادیه نویسندگان اتحاد شوروی بود. وی در انستیتو مدیریت اورال؟, انستیتو فلسفه، ادبیات و تاریخ مسکو، دانشگاه دولتی مسکو و آکادمی کمونیستی و  فعالیت می‌کرد. به زبانه‌های زبان ارمنی، زبان روسی، زبان‌های ترکی، زبان عربی و زبان فارسی باستان تسلط داشت. وی همچنین برنده جوایزی همچون نشان دوستی خلق، چهره هنری شایسته ارمنستان شوروی (۱۹۶۰) شد. وی در ۲۰ اکتبر ۱۹۸۵ در سن ۸۸ سالگی در مسکو درگذشت.

## یادداشت
1. ↑  գրականագիտություն
2. ↑  արևելագիտություն
3. ↑  կրոնագիտություն
4. ↑  Նոր Նախիջևանի թեմական դպրոց
5. ↑  Վարշավայի համալսարանի պատմության ֆակուլտետ
6. ↑  Մոսկվայի կարմիր պրոֆեսուրայի ինստիտուտ
7. ↑  Ural Institute of Management
8. ↑  Մոսկվայի փիլիսոփայության, գրականության և պատմության ինստիտուտ
9. ↑  Կոմունիստական ակադեմիա
10. ↑  Վոստոկկինո